# Cachoeira da Gameleira
A cachoeira do Salitre é uma queda de água brasileira localizada no município de Campo Formoso, na Bahia. Também é conhecida como cachoeira da Gameleira, em função da árvore próxima.